# Tulove Grede
Tulove Grede är ett berg i Kroatien. Det ligger i den södra delen av landet, 170 km söder om huvudstaden Zagreb. Toppen på Tulove Grede är 1 120 meter över havet, eller 108 meter över den omgivande terrängen. Bredden vid basen är 2,2 km.
Terrängen runt Tulove Grede är huvudsakligen kuperad, men västerut är den bergig. Runt Tulove Grede är det glesbefolkat, med 10 invånare per kvadratkilometer. Närmaste större samhälle är Gračac, 16,2 km öster om Tulove Grede. Omgivningarna runt Tulove Grede är en mosaik av jordbruksmark och naturlig växtlighet.